# Kharigera
Kharigera (nep. खरिगैरा) – gaun wikas samiti w zachodniej części Nepalu w strefie Bheri w dystrykcie Dailekh. Według nepalskiego spisu powszechnego z 2011 roku liczył on 826 gospodarstw domowych i 3978 mieszkańców (2249 kobiet i 1729 mężczyzn).